# El cuerpo (novela)
Otoño de inocencia: El cuerpo (título original en inglés: The Body) es una novela corta del escritor Stephen King originalmente publicada en la colección Las cuatro estaciones en 1982.
La película de Rob Reiner Stand By Me (Cuenta conmigo en España e Hispanoamérica) es una adaptación del libro. Se hicieron algunos cambios a la trama de la película, incluyendo el cambio de la fecha de establecimiento de 1960 a 1959 y la ubicación de Castle Rock (pueblo ficticio) en el estado de Maine a Oregón. Obtuvo una nominación al Oscar en el año 1986. Esta novela se encuentra recopilada en el libro Las Cuatro Estaciones publicado en 1982.

## Sinopsis
La historia tiene lugar durante el verano de 1960 en la ciudad ficticia de Castle Rock, Maine. Después de que un chico de Chamberlain, Maine, llamado Ray Brower desaparece y es dado por muerto, Gordie Lachance y sus tres amigos, Chris Chambers, Teddy Duchamp y Vern Tessio se disponen a buscar el cuerpo. Durante el curso de su viaje, los chicos, que todos vienen de familias disfuncionales, tienen que vérselas con algunas de las duras verdades de haber crecido en una pequeña ciudad industrial que no parecen ofrecer mucho en el camino de un futuro.
En comparación con trabajos anteriores de Stephen King, la narrativa de The Body es complicada, ya que se cuenta en primera persona el punto de vista del ahora novelista de cuarenta-y-tantos, Gordon Lachance. La mayor parte de la historia es una retrospectiva recta de lo que sucedió, pero los comentarios, o capítulos enteros que se relacionan con el momento actual, se intercalan a lo largo de la historia. A pesar de que es sólo a los 12 años de los personajes, la etapa importante de la historia, la diversión favorita de Gordie es escribir y contar historias. Tres veces durante el relato, Gordie cuenta historias a sus amigos, y dos historias se presentan en el texto como cuentos de Gordon Lachance, completas con la atribución de las revistas en que fueron publicadas.